# 1º Gruppo artiglieria pesante "Adige"
Il 1º Gruppo artiglieria pesante "Adige" è stato un reparto di artiglieria dell'Esercito Italiano, fondato nel 1975 e attivo fino al 1983, era inquadrato nella 3ª Brigata missili "Aquileia". Stanziato nella caserma "Giovanni Ruazzi" a Elvas di Bressanone, era un reparto bivalente (ossia poteva utilizzare sia munizionamento convenzionale che nucleare).

## Storia
Il 1º Gruppo artiglieria pesante "Adige" trae le sue origini dal XIV Gruppo artiglieria pesante fondato il 1º settembre 1962 a Trento dal III Gruppo Artiglieria Pesante del IX Reggimento Artiglieria Pesante.
Nel 1860 si costituisce il 4º Reggimento artiglieria da piazza, che si distinse nelle campagne del 1866 e 1870.
Poco dopo il 1870 mutò nome in 4º Reggimento artiglieria da campagna.
Il 4º Reggimento artiglieria da campagna inviò ufficiali ed artiglieri per completare reparti già costituiti sia nella campagna di Abissinia che nella guerra Italo-Turca.
Durante la prima guerra mondiale partecipò:
- nel 1915: alle azioni offensive per l'occupazione del Monte Mrzli, Cima Vodil, Santa Maria, Santa Lucia di Tolmino;
- nel 1916: alla presa di Monte Cukla.

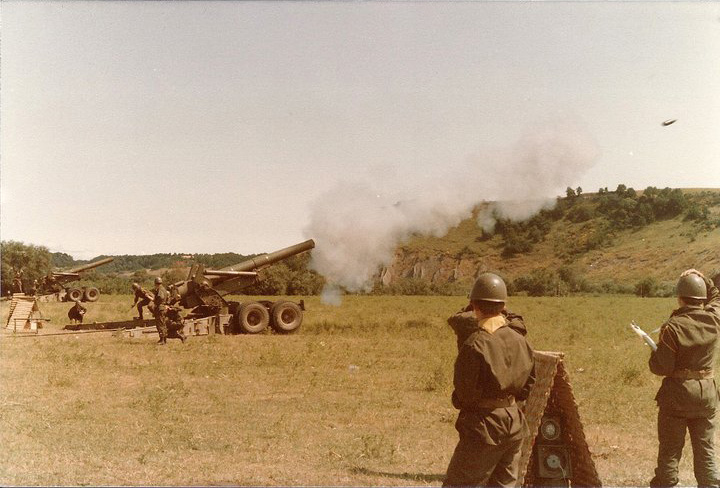
Esercitazione a fuoco del Gruppo artiglieria pesante "Adige"

Obice da 203/25 in forza al GRAPE di Verona

Nell'ottobre 1917 durante lo sfondamento a Caporetto viene pressoché distrutto, nel febbraio 1918 fu riorganizzato ed inviato in Francia dove combatté ad Andre, nelle Argonne, allo Chemin des Dames e prese poi parte all'inseguimento dei tedeschi fino in Belgio.
Nel 1919 rientra in Italia ed il 1º agosto 1920 viene rinominato 4º Reggimento Artiglieria Pesante Campale.
Per effetto della Legge dell'11 marzo 1926 assunse la denominazione di 3º Reggimento artiglieria pesante campale.
Nel settembre 1939 mobilitandosi muta denominazione in 3º Raggruppamento Artiglieria di Corpo d'Armata, che durante la seconda guerra mondiale, prese parte alle operazioni sul Fronte Occidentale, in Albania, in Grecia, nei Balcani e nelle isole del Mediterraneo: il suo VII Gruppo Artiglieria fu distrutto a Cefalonia con alla testa il suo Comandante, Maggiore Pica, Medaglia d'Oro al Valor Militare alla memoria.
Tra i reparti mobilitati è da ricordare il LX Gruppo Artiglieria del 3º Raggruppamento artiglieria di Corpo d'Armata, che durante la Campagna di Russia meritò alla Bandiera del Raggruppamento una Medaglia d'Oro ala Valor Militare, una Medaglia d'Argento al Valor Militare ed una Croce di Guerra al Valor Militare.
L'8 settembre 1943 il Raggruppamento fu sciolto.
Il 1º novembre 1949 fu ricostituito col nome 3º Reggimento artiglieria pesante campale.
Il 1º novembre 1955 fu trasformato in 3º Reggimento artiglieria pesante e successivamente fu sciolto per ricostituirsi il 1º ottobre 1961, a Pisa, custodendo la Bandiera di Curtatone e Montanara e riallacciando, quindi, il Reggimento a quelle tradizioni.
Il XIV Gruppo artiglieria pesante con sede a Trento dal 1º settembre 1962 e aggregato presso la Caserma Pizzolato, era articolato su due batterie: la 7ª, la 8ª ed un Reparto Comando ed era equipaggiato con obici da 203/25 (Howitzer M-115 - 8 Inch), detti "Cicciobelli" o "Vecchi Lupi".
Nel 1973 si trasferì a Elvas sopra a Bressanone trasformandosi in 1º Gruppo Artiglieria Pesante "Adige", articolato su tre batterie: la 7ª, la 8ª la B.C.S. (Batteria Comando e Servizi) e la 4ª compagnia fucilieri al comando del maggiore Emanuele Bilotta con lo pseudonimo "lupi di Elvas". Dal 1975 la 4ª compagnia fucilieri adottò le mostrine del 92º battaglione Fanteria "Basilicata", reparto che, tra l'altro, curava l'addestramento delle reclute della 3ª Brigata Missili Aquileia.
Alla caserma Ruazzi già nel 1979 con il grado di capitano operava come cappellano Don Roberto Dimai originario di Cortina d'Ampezzo.

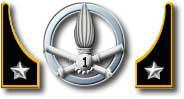
Mostrine e fregio del 1º Artiglieria Pesante

Durante le annuali esercitazioni a fuoco, il Gruppo si esercitava nel poligono di Monte Romano, mentre in quelle NATO si schierava nelle zone montuose della Carnia o dell'alto corso del fiume Piave, a ridosso di quella che poteva essere realmente in caso di guerra la prima linea a seguito di un'ipotetica invasione delle truppe del patto di Varsavia dalla soglia di Gorizia.
Negli anni settanta era stato selezionato come gruppo di supporto perché dotato delle artiglierie con capacità nucleare. A questa unità era pure demandata la custodia del vicino Site Rigel di Naz-Sciaves, la cui forza di guardia era costituita dai fanti della 4ª Compagnia Fucilieri Fanteria per gruppo missili. Quest'area era poco distante dalla caserma Ruazzi, ove era dislocato l'11th US field detachment del 559° US artillery group Italy, che aveva in organico tre ufficiali e circa venti tra sottufficiali e graduati di truppa, con il loro compito di monitorare i sistemi di controllo del sito Rigel, attività che fu svolta fino alla sua chiusura avvenuta nel 1983.
Il Gruppo fu sciolto il 31 luglio 1982, e parti della 7ª e 8ª Batteria, che diverranno la 3ª Batteria "Lupi di Elvas", furono aggregate al Gruppo gemello, il 9º Gruppo artiglieria pesante "Rovigo", stanziato a Verona. Il provvedimento fu dovuto per alcuni all'estensione della capacità nucleare ad altri gruppi di artiglieria pesante campale, in particolare a quelli allora dotati del nuovo pezzo da 155 mm., il FH-70, in forza anche al 4º Corpo d'armata alpino di Bolzano ma probabilmente alla semplice riorganizzazione dell'esercito per contenere i costi d'esercizio.
Il Gruppo aveva una consistenza numerica di 34 ufficiali, 46 sottufficiali, 81 graduati e 376 militari di truppa per un totale di 537 uomini. Nel corso di prove valutative, il gruppo meritò l'ambito riconoscimento quale migliore unità di artiglieria NATO.

## Comandanti
- Ten. Col. Stelio Cortolezzis, comandante del XIV Gruppo dal 1967 al 1969
- Ten. Col. Palmieri 1969
- Ten. Col. Emanuele Bilotta, 1973 - 1975
- Ten. Col. Roberto Boldrini
- Ten. Col. Aldo Di Sarno 1977
- Ten. Col. Carlo Cicchetti, dal 1977 al 1978
- Ten. Col. Sergio Visintin, dal 1978 al 1979
- Ten. Col. Massimo Innamorati, fino all'ottobre 1980
- Ten. Col. Giorgio Pischedda, dall'ottobre 1980 al 1983.[1]